# All That
All That ist eine US-amerikanische Live-Actionserie und Sketch-Comedy-Show. Mit über 190 Episoden in 11 Staffeln gilt sie als längste Live-Action-Serie in der Geschichte von Nickelodeon.
Während die ersten 10 Staffeln nicht in Deutschland gezeigt wurden, wird die 11. Staffel in deutscher Synchronfassung seit dem 10. Mai 2020 auf Nick Deutschland ausgestrahlt.

## Hintergrund
Für die Serie ist unter anderem Dan Schneider verantwortlich, der auch weitere Teenagerserien wie Kenan and Kel, The Amanda Show, Drake & Josh, Zoey 101, iCarly, Victorious, Sam & Cat, Henry Danger oder Game Shakers produzierte. All That lief vom 16. April 1994 bis zum 22. Oktober 2005 mit einer zwischenzeitlichen Unterbrechung während der Jahre 2000 bis 2002. 2002 wurde All That relauncht. Seit 2019 wird ein Revival unter der Leitung von Kenan Thompson und Kel Mitchell produziert, bei dem einige Darsteller aus den ersten Staffeln Cameoauftritte haben.

## Auszeichnungen und Veröffentlichungen
Die Serie gewann in den Jahren 1999 bis 2004 jeweils den Kids’ Choice Awards in der Kategorie „Favorite TV Show“.
DVD
- All That ist auf mehreren DVDs veröffentlicht worden.

Album
- Nickelodeon brachte 1996 eine CD mit Dialogen und Songs aus der Serie unter dem Titel All That: The Album heraus.[4]

Buch
- Steve Holland: All That: Fresh out the Box. Aladdin, ISBN 978-0-671-01958-7.